# Integraf

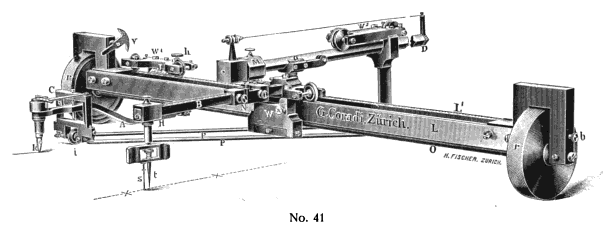
Integraf projektu Abakanowicza, 1915

Integraf – urządzenie do całkowania graficznego, wyspecjalizowany integrator; przy przesuwaniu wodzika wzdłuż danej krzywej sporządza wykres jej całki nieoznaczonej. W Polsce oryginalne integrafy zbudowali w XIX wieku Wawrzyniec Żmurko i Brunon Abakanowicz. Ten drugi opatentował urządzenie w 1880 i odtąd jego integraf był produkowany przez szwajcarskie przedsiębiorstwo Coradi.